# Liriomyza nigrifrons
Liriomyza nigrifrons este o specie de muște din genul Liriomyza, familia Agromyzidae, descrisă de Friedrich Georg Hendel în anul 1920. Conform Catalogue of Life specia Liriomyza nigrifrons nu are subspecii cunoscute.